# Physical (álbum)
Physical (Físico) es el undécimo álbum de estudio de la cantante australiana Olivia Newton-John, lanzado el 13 de octubre de 1981 a través del sello discográfico, MCA Records. Es el álbum mejor vendido de toda la carrera de Newton-John, vendiendo alrededor de once millones de copias en todo el mundo.

## Sencillos
- «Physical

«Physical fue lanzado el 28 de septiembre de 1981, 15 días antes del lanzamiento del disco. El sencillo fue compuesto por Steve Kipner y Terry Shaddick, fue producida por John Farrar y interpretada por la misma Olivia. 
La canción da nombre al álbum, ‘Physical’. El sencillo se convirtió en un éxito internacional, consiguiendo la entrada en listas en numerosos países como Canadá, Reino Unido o España. En Estados Unidos, la canción consiguió llegar al número 1 donde estuvo por 10 semanas consecutivas, considerándose la canción más exitosa de Olivia, internacionalmente consiguió el número uno en Australia, Bélgica (la parte de Flandes), Canadá, Nueva Zelanda o Suiza y fue top 10 en países como Alemania, Reino Unido, Japón, Países Bajos e Irlanda.
- «Make a Move on Me»

Make a  Move on Me es el Segundo sencillo del álbum, publicado en abril, este también tuvo mucha fama, llegando al número 5 del Billboard, al número 2 en Canadá, y el 22 en Nueva Zelanda, el sencillo fue la primera canción de Olivia en ser publicada en el año 1982, también es el primer sencillo publicado desde que salió a la venta el álbum.
- «Landslide»

«Landslide», en español «Deslice de Tierra» es el tercer y último sencillo del álbum Physical, la canción obtuvo fama media, consiguiendo llegar al número 52 en el Billboard Hot 100, y entrar en listas como las de Reino Unido o Alemania.

## Recepción

### Comercial

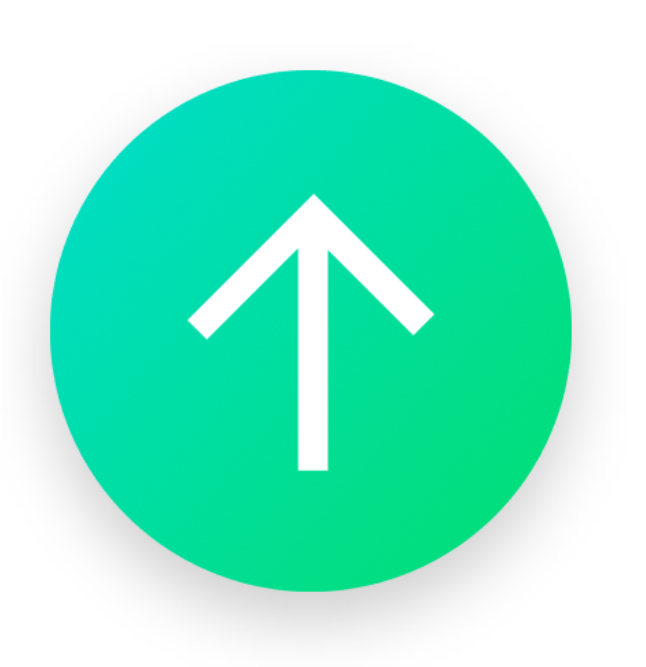
Physical consiguió subir a su mejor posición, la número 6 en su séptima semana en la Billboard 200

Physical en Estados Unidos debutó en el número 68 la semana del 31 de octubre, y consiguió llegar a la sexta posición en la semana del 12 de diciembre de 1981, se estima que en el periodo de las 10 primeras semanas del álbum, se llegaron a vender 200.000 copias. La RIAA certificó al álbum con 2 disco platino por ventas equivalentes a 2.000.000 de copias vendidas en todo el país. En Canadá En Canadá, el álbum debutó a los treinta y siete en el RPM Albums Chart. El 30 de enero de 1982, el álbum alcanzó su punto máximo, la tercera posición. P Physical fue el duodécimo álbum más vendido del país en 1982 (y el más vendido por una cantante solista). El álbum fue certificado cuatro veces platino por la Asociación de la Industria de Grabación de Canadá (ahora Music Canada) para el envío de 400.000 copias. En las listas de álbumes del Reino Unido, el álbum alcanzó su punto máximo en el número once, convirtiéndose en la mejor posición para un álbum de estudio de Newton-John hasta la fecha. Physical fue certificado como ‘oro’ por la British Phonographic Industry (BPI) el 2 de abril de 1982 (100,000 copias vendidas).

### Crítica
Physical se convirtió en un golpe de monstruo, no solo en un hit, sino en un fenómeno de la cultura pop del que era imposible escapar, por lo que se hizo difícil ver su álbum acompañante como algo más que un conducto para el sencillo. La cuestión era que Physical era un disco muy bueno, en muchos sentidos uno de los mejores de Olivia Newton-John. Continuando donde Totally Hot (1978) y Xanadu (1980) lo dejaron, Physical equilibra hábilmente los cortes pegajosos pero suaves de baile con pop contemporáneo y baladas de adultos, impecablemente elaborados. La canción principal, por supuesto, es el mejor ejemplo del lado de la danza, pero «Landslide», «Make a Move on Me» y «Promise (Dolphin Song)» ilustran que Physical no fue un disco de un solo hit - En todo caso, resisten mejor que el gran golpe. Aquí hay algo de relleno, ninguno de sus discos estuvo libre de esa maldición, pero es un relleno bien hecho y ayuda a que Physical sea uno de los álbumes más agradables de su carrera.

## Canciones

### Versión Vinilo
Lado A

| N.º | Título                | Duración |  |
| 1.  | «Landslide»           | 4:27     |  |
| 2.  | «Stranger’s Touch»    | 3:49     |  |
| 3.  | «Make a Move on Me»   | 3:17     |  |
| 4.  | «Falling»             | 3:45     |  |
| 5.  | «Love Make Me Strong» | 3:10     |  |

Lado B
| N.º | Título                            | Duración |  |
| 1.  | «Physical»                        | 3:44     |  |
| 2.  | «Silvery Rain»                    | 3:39     |  |
| 3.  | «Carried Away»                    | 3:42     |  |
| 4.  | «Recovery»                        | 4:18     |  |
| 5.  | «The Promise (The Dolphing Song)» | 4:32     |  |

### Versión CD
| N.º | Título                            | Duración |  |
| 1.  | «Landslide»                       | 4:27     |  |
| 2.  | «Stranger’s Touch»                | 3:49     |  |
| 3.  | «Make a Move on Me»               | 3:17     |  |
| 4.  | «Falling»                         | 3:45     |  |
| 5.  | «Love Make Me Strong»             | 3:10     |  |
| 6.  | «Physical»                        | 3:44     |  |
| 7.  | «Silvery Rain»                    | 3:39     |  |
| 8.  | «Carried Away»                    | 3:42     |  |
| 9.  | «Recovery»                        | 4:18     |  |
| 10. | «The Promise (The Dolphing Song)» | 4:32     |  |

### Versión Spotify
Versión de Streaming en la plataforma Spotify.

| N.º | Título                | Duración |  |
| 1.  | «Stranger’s Touch»    | 3:49     |  |
| 2.  | «Falling»             | 3:45     |  |
| 3.  | «Love Make Me Strong» | 3:10     |  |
| 4.  | «Physical»            | 3:44     |  |
| 5.  | «Silvery Rain»        | 3:39     |  |
| 6.  | «Carried Away»        | 3:42     |  |
| 7.  | «Recovery»            | 4:18     |  |